# Adelaide Street Circuit
Adelaide Street Circuit je australský závodní okruh, který v letech 1985 až 1995 hostil závody seriálu Formule 1.

## Vítězové v jednotlivých letech
| No. | Rok  | Jezdec          | Konstruktér | Motor   | Čas           | Délka kola | Počet kol | Rychlost     | Datum        |
| --- | ---- | --------------- | ----------- | ------- | ------------- | ---------- | --------- | ------------ | ------------ |
| 1   | 1985 | Keke Rosberg    | Williams    | Honda   | 2:00:40,473 h | 3,778 km   | 82        | 154,032 km/h | 3. listopad  |
| 2   | 1986 | Alain Prost     | McLaren     | Porsche | 1:54:20,388 h | 3,779 km   | 82        | 162,609 km/h | 26. říjen    |
| 3   | 1987 | Gerhard Berger  | Ferrari     | Ferrari | 1:52:56,144 h | 3,779 km   | 82        | 164,631 km/h | 15. listopad |
| 4   | 1988 | Alain Prost     | McLaren     | Honda   | 1:53:14,676 h | 3,780 km   | 82        | 164,225 km/h | 13. listopad |
| 5   | 1989 | Thierry Boutsen | Williams    | Renault | 2:00:17,421 h | 3,780 km   | 70        | 131,981 km/h | 5. listopad  |
| 6   | 1990 | Nelson Piquet   | Benetton    | Ford    | 1:49:44,570 h | 3,780 km   | 81        | 167,399 km/h | 4. listopad  |
| 7   | 1991 | Ayrton Senna    | McLaren     | Honda   | 0:24:34,899 h | 3,780 km   | 14        | 129,170 km/h | 3. listopad  |
| 8   | 1992 | Gerhard Berger  | McLaren     | Honda   | 1:46:54,786 h | 3,780 km   | 81        | 171,829 km/h | 8. listopad  |
| 9   | 1993 | Ayrton Senna    | McLaren     | Ford    | 1:43:27,476 h | 3,780 km   | 79        | 173,183 km/h | 7. listopad  |
| 10  | 1994 | Nigel Mansell   | Williams    | Renault | 1:47:51,480 h | 3,780 km   | 81        | 170,324 km/h | 13. listopad |
| 11  | 1995 | Damon Hill      | Williams    | Renault | 1:49:15,946 h | 3,780 km   | 81        | 168,130 km/h | 12. listopad |